# Малецкий, Вильмош

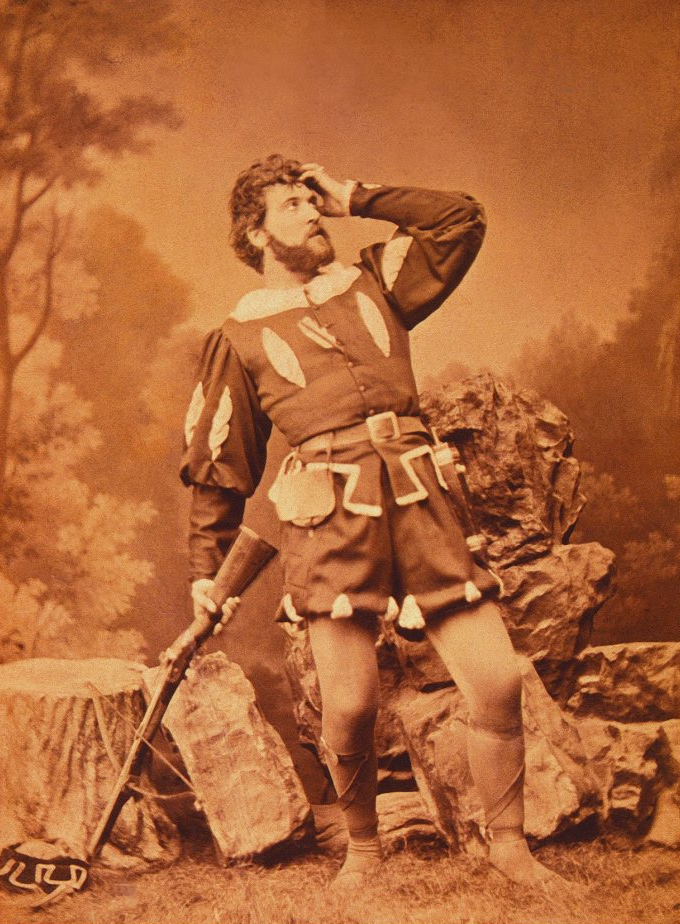
Вильмош Малецкий в заглавной роли в опере Джоакино Россини «Вильгельм Телль»

Вильмош Малецкий (венг. Maleczky Vilmos; 6 июня 1845, Кузьники, ныне гмина Остшешув, Польша — 29 апреля 1924, Будапешт) — венгерский оперный певец (баритон) и вокальный музыкальный педагог польского происхождения.
Участвовал в Польском восстании 1863 года в отряде Мариана Лангевича, после подавления восстания бежал, отправился в Париж, затем жил в Германии (учился, помимо прочего, у Ганса фон Бюлова). Дебютировал на венской сцене, с 1872 г. пел в оперном театре Пешта, в 1884—1888 гг. солист Национального театра в Будапеште. Основные партии: граф ди Луна («Трубадур» Верди), Ренато («Бал-маскарад» Верди), Валентин («Фауст» Гуно).
В дальнейшем на протяжении многих лет преподавал в Музыкальной школе Фодора и в Музыкальной академии имени Листа. У Малецкого, в частности, начинала занятия вокалом Илона Дуриго.
Малецкий и его жена, Йожефа Эллингер (дочь певца Йожефа Эллингера), были родителями оперных певцов Бьянки Малецки и Оскара Малецки.